# سميح صباغ
سميح صباغ، شاعر فلسطينيّ ولد عام 1947 ، في قرية البقيعة التي تقع في الجليل الأعلى في فلسطين.
ولد سميح صباغ في 1947 – 06 – 19 في قرية البقيعة التي تقع في الجليل الأعلى في فلسطين، التحق بعد الثانويّة بدار المعلمين العرب في حيفا. عمل في سلك التعليم وعمل أيضا في صحيفة  "الاتحاد" .

## وفاته
أصيب بمرض في الكبد وتوفّي في العاشر من تموز 1992

## اعماله
- ديوان داخل الحصار (1971)
- وطني حملني جراحه (1974)
- دمي يطاردكم (1977)
- عهود مودة (صدر بعد وفاته 1993)
- الأعمال الشعرية الكاملة (1993)